# Anne-Laure Bellard
Anne-Laure Bellard (* 2. März 1982) ist eine ehemalige französische Judoka. Sie gewann 2014 das Grand-Slam-Turnier in Baku.

## Sportliche Karriere
Anne-Laure Bellard kämpfte bis 2006 im Mittelgewicht, der Gewichtsklasse bis 70 Kilogramm und wechselte 2007 ins Halbmittelgewicht, die Gewichtsklasse bis 63 Kilogramm. Im November 2013 gewann sie im Finale der französischen Meisterschaften gegen Morgane Ribout.
Anfang 2014 erreichte sie das Finale beim Grand-Slam-Turnier in Paris und unterlag dann ihrer Landsfrau Clarisse Agbegnenou. Im Mai 2014 erreichte sie zum zweiten Mal ein Grand-Slam-Finale, in Baku bezwang sie die Österreicherin Kathrin Unterwurzacher. Bei den Weltmeisterschaften 2014 in Tscheljabinsk gewann sie im Viertelfinale gegen Unterwurzacher und verlor im Halbfinale gegen Agbegnenou. Anschließend unterlag sie im Kampf um eine Bronzemedaille der Slowenin Tina Trstenjak und belegte den fünften Platz.